# Perzijski jezik
Perzijski (farsi/parsi; ISO 639-3: fas) makrojezik kojem pripada istočni iz Afganistana (danas se bilježi kao parsijski ili afganski perzijski) i zapadni farsi iz Irana, službeni jezik Irana. Pripada porodici indo-europskih jezika, i to u satem-jezike.
Povijest skupine iranskih jezika započinje još u sedmom stoljeću prije Krista. Perzijski je najznačajniji u skupini iranskih jezika i jedini za koga je, na osnovu pisanih spomenika, dokazano da je postojao kao stari, jezik srednjeg doba i suvremeni jezik. 
Kao indoeuropski jezik, perzijski ima određenih sličnosti s ostalim jezicima iz indo-europske porodice.
Perzijski jezik je u svom razvoju imao tri glavna razdoblja:
- stari perzijski jezik (Darijevih Behistunskih natpisa)
- srednji perzijski jezik (pahlavi) i
- novi perzijski jezik, ili samo, perzijski.

Novi perzijski jezik datira od vremena prihvaćanja arapske abecede oko 650. godine, kada je, u vrijeme otpočinjanja islamskog utjecaja, poprimio veliki broj arapskih riječi, prerastajući u jedan izvanredno bogat jezik. Perzijski jezik je pretrpio tako male promjene tijekom čitavog zadnjeg tisućljeća, da obrazovani Iranac može čitati rukopise sačinjene stoljećima unazad bez posebnih teškoća.

## Vrste riječi

### Glagoli
-ati, -anti, pehlevijski glagolski korijeni 
biti, perz. budan – konjugacija: 
```
                književni 			govorni
sam, jesam 	perz. hastam  			hasam 
si, jesi	perz. hasti			hasi	
je		perz. hast ili ast		-e 
smo, jesmo	perz. hastim			hasim 
ste, jeste	perz. hastid			hasid 
su, jesu	perz. hastand			hasand 

```

- dati, perz. dadan, prezentska osnova: deh < srednjoperz. prezentska osnova dad < staroperz. prezentska osnova data-, imenica: dade
- derati, perz. daridan, prezentska osnova: dar
- čamiti, perz. čamidan, prezentska osnova: čam
- goriti, perz. goridan ili gor gereftan, prezentska osnova: gor, imenica gorre
- htjeti, perz. hāstan – konjugacija:

```
hoć(u) 		perz. xāh(am)			 
hoć(eš) 	perz. xāh(i)				 
hoć(e)		perz. xāh(ad)		
hoć(emo)	perz. xāh(im) 
hoć(ete) 	perz. xāh(id)  
hoć(e) 		perz. xāh(and) 

```

- kušati, pokušati, perz. kušidan, prezentska osnova: kuš
- lajati, staroperz. lāidan, prezentska osnova: lāj
- lizati, perz. lisidan, prezentska osnova: lis
- napisati, pisati, perz. neveštan ili nebeštan, prezentska osnova: nevis < pehlevijski perz. ni-pis < staroperz. ni-piš prefiks: ni + korijen: pais
- njušiti, novoperz. njušidan, prezentska osnova: njuš < perz.  prezentska osnova: niyōš- < pehlevijski staroperz. prezentska osnova: niγōš < staroperz. prezentska osnova: nigauš
- peći, staroperz. pazidan, prezentska osnova: paz, < pehlevijski perz. glagolski korijen pačati-
- pohati, perz. pohtan (pazidan), prezentska osnova: paz, < pehlevijski perz. glagolski korijen pačati-
- živjeti, perz. zistan,  prezentska osnova: zi < srednjoperz. Ziwistan prezentska osnova: ziw < staroperz. Žiwistan, prezentska osnova: živ

### Imenice
- adrija, perz. daryā  : more < srednjoperz. drayab < staroperz. drayah
- Bog, staroperz. bağ < sanskrt bağ
- ban, avestijski pāna < perz. bān: sufiks koji znači čuvar
- brat,  perz. baradar < srednjoperz. brad(ar) < staroperz. bratar
- čuča, perz. đuđe
- jesen, perz. hazān
- kolač, perz. koluče (vrsta kolača)
- kuća, perz. kuče (kujče): malo naselje, staroperz. kuša, kušan
- govedar,  perz. gāvdār (gāv: govedo, krava + dār: prezentska osnova od infinitiva daštan «imati, držati»)
- mater, perz. i srednjoperz. mādar <  staroperz. matar
- miš, perz. muš
- mozak, perz. magz < srednjoperzijski mazg < staroperzijski mazga-
- nov, perz. nov < srednjoperz. nōg < staroperz. nava-
- obrva,  perz. abru (u množini: abrovān)
- pazuh, perz. bazu (nadlaktica)
- pusa, perz. bus, buse
- stan, perz. –stān (sufiks za mjesto): obitavalište, mjesto, npr. Armanestān: zemlja Armena (Armenija), Ozbakestān: zemlja Uzbeka (Uzbekistan)
- uši, perz. guš < srednjoperz. goš < staroperz. Guša
- vjetar, perz. bād < srednjoperz. vāt < staroperz. vāta
- žena, perz. i srednjoperz. zan < staroperz. žan
- zima, perz. zemestān: zem + sufiks za mjesto, lokaciju stān < sanskrt hima: snijeg, hladnoća (himalaya: stan snijega, tamo gdje snijeg obitava)

### Brojevi
| hrvatski | perzijski    | sanskrt | avestički |
| -------- | ------------ | ------- | --------- |
| jedan    | jek          | eka     | aeva      |
| dva      | do           | dva     | dva       |
| tri      | se           | tri     | thri      |
| četiri   | čahar        | čatvar  | čathwar   |
| pet      | panđ         | panča   | panča     |
| šest     | šeš          | šaš     | xšvaš     |
| sedam    | haft         | sapta   | hapta     |
| osam     | hašt         | ašta    | ašta      |
| devet    | noh          | nava    | nava      |
| deset    | dah          | dasa    | dasa      |
| dvjesto  | dvist/devist |         |           |

- jedan, perz. (jek)dāne (književni),  jedāne ili jedune (govorni) : jedan, komad nečega

### Prijedlozi
- iz (od), perz. az
- do, perz. tā

### Pridjevi
- tanak, perz. tang
- više, perz. biš
- znan, perz. šenās < avestijski žnatar
- baština, perz. bāstān

### Zamjenice

#### Upitne zamjenice
- ča (što), perz. če ili či npr. ča je? perz. (govorni) či-je?
- ko (tko), perz. ki npr. ko (tko) je? perz. (govorni) ki-je?

### Usklici

#### Upitni prilog
- kuda, perz. kođā (kodja)

#### Mjesni prilozi
- ondje, perz. ānđā (onđā) ili āndjā (ondjā)
- ovdje, staroperz. avadā: ovdje

## Sintaksa
Sintaksa perzijskog jezika je "(S) (PP) (O) V", što znači da ide subjekt, prepozicijski izraz te objekt iza kojeg je odgovarajući glagol.

## Sufiksi
- -ar, perz. kar ili gar: sufiks za zanimanje, kao u imenicama govedar, limar, itd. ili u perzijskom gāvdār lahimkār ili lahimgar itd.

## Perzijska abeceda
Abeceda perzijskog jezika ima 32 znaka i još 3 posebna znaka koja to zapravno i nisu, nego su različiti pravopisni oblici za slova, i u slučaju lām alefa, ligatura.
Vidi tadžikska abeceda, preslovljavanje perzijskog na latinicu, UniPers, Fargelisi

## Vanjske poveznice
- fa.wikipedia.org - Wikipedia na perzijskom jeziku
- Mali hrvatsko-perzijski rječnik